# Busselton (ort)
Busselton är en ort i Australien. Den ligger i kommunen Busselton och delstaten Western Australia, omkring 190 kilometer söder om delstatshuvudstaden Perth. Antalet invånare är 21 898.
Busselton är det största samhället i trakten.
Trakten runt Busselton består till största delen av jordbruksmark. Runt Busselton är det glesbefolkat, med 13 invånare per kvadratkilometer. Genomsnittlig årsnederbörd är 1 201 millimeter. Den regnigaste månaden är maj, med i genomsnitt 210 mm nederbörd, och den torraste är januari, med 9 mm nederbörd.